# Berzeviczy Henrik
Berzeviczy Henrik (Hamborg, 1652. november 1. – Besztercebánya, 1713. június 20.) jezsuita rendi szerzetes, bölcselet- és teológiadoktor.

## Élete
1669-ben Nagyszombatban vették föl a rendbe és tanulmányainak végeztével tanított Nagyszombatban, a lőcsei kollégiumot három, a trencsénit tíz évig igazgatta. Innen 1686-ban a nagyszombati egyetemre ment rektorhelyettesnek. A Tököly-mozgalmakban fogságba került, végül 1708-ban – miután a Rákóczi-szabadságharc idején a jezsuitáknak el kellett hagyniuk az országot – száműzöttként matematikát tanított Grazban.

## Munkái
- Arithmetica practica. Tyrnaviae, 1687
- Sacer Ungariae tricollis. Tyrnaviae, 1687
- Apologia pro innocentia societatis Jesu, dem edicto principis Franc. Rákóczi ex Hungaria proscriberetur Tyrnaviae, 1706